# Leonor Silvestri
Leonor Silvestri (Buenos Aires, 27 de mayo de 1976) es una escritora, ensayista, poeta, profesora de filosofía y pensamiento crítico y traductora literaria, especializada en literatura antigua de Argentina. Autora de libros de poemas, ensayos filosóficos y fanzines, realiza sus producciones de manera autogestiva, autónoma e independiente, por medio de su propia editorial. Libera la mayor parte de sus clases, producción audiovisual, entrevistas y conversatorios en distintas plataformas. Trabajó en radio y formó parte de bandas punk.

## Biografía
Leonor Silvestri nació en mayo de 1976 en Buenos Aires. Estudió Letras Clásicas en la Universidad de Buenos Aires orientándose a la traducción de Latín. Aprobó todas las materias de la carrera pero dejó sin entregar la última monografía de un seminario de especialización para intencionalmente no recibirse.Fue estudiante destacada de Beatriz Sarlo, cuya asignatura aprobó con 10, la máxima calificación. Además, Sarlo le permitió cursar sus seminarios de doctorado. A los veintisiete años, en 2003, a partir del estudio Catulo, Silvestri publicó su primer libro: Catulo. Poemas. Una introducción crítica y ese mismo año también publica Nugae: Teoría de la traducción. En 2005 aparece su siguiente libro, El Curso: Mitología grecolatina, con poemas escritos entre 2003 y 2004. 
A partir de 2007, luego de vivir una temporada en Irlanda, publicó el poemario bilingüe Después de vos (After you): poemas de gatos y comenzó a trabajar como columnista de Ñ, el suplemento cultural del diario Clarín —para el que por ejemplo entrevistó a Judith Butler y a Paul Preciado—, del suplemento Soy, del diario Página/12, y para varios otros medios masivos, y empezó a desarrollar una intensa acción como activista de género, performer y ensayista en Argentina y luego en varios países latinoamericanos. En 2009 publica El don de creer, también de poesía, y en 2011 Irlandesas, 14 poetas contemporáneas, un compilado de traducciones de poetisas de esa nacionalidad.
Integró el comité editorial de la revista Periférica publicada en Chile, Argentina y Paraguay. Fue fundadora del colectivo Ludditas Sexxxuales, también utilizado como seudónimo con el que en 2012 edita el ensayo filosófico Ética amatoria del deseo libertario y las afectaciones libres y alegres. El libro plantea como tarea la «deconstrucción o la destrucción de los mandatos sexuales, del status quo sobre el amor sentimentaloide y romanticón almibarado, de los estereotipos sexuales y de género». Su activismo, sus performances y su trabajo literario se muestra crítico con la teoría Queer, en especial del enfoque de Monique Wittig, la corriente postporno y la deconstrucción de la heteronormatividad.
Silvestri critica la noción de «amor» ligada a la pareja y a la convivencia y propone en su lugar otro modo de relación que denomina «afectaciones alegres», con aquellas personas que resultan afines sexoafectivamente. Llama a encontrar la superación del amor romántico en las relaciones no regladas y desestructuradas de la afindad, la amistad, el afecto, el juego y la manada.
En 2014 edita Foucault para encapuchadas, acompañado de cinco programas de televisión emitidos por la señal Antena Negra TV. Tanto ese libro como el anterior sirvieron de marco teórico para toda una generación de activistas de género, pro-sexo, feministas y otras áreas políticas.

### Games of Crohn
En junio de 2014 Leonor ingresó al hospital de emergencia por lo que pensaba era un desgarre muscular producto de la actividad física, es cinturón negro de la Asociación Mundial de Organizaciones de Kickboxing y profesora de autodefensa. El diagnóstico médico fue que padecía de enfermedad de Crohn tipo fistulante intestinal, de manera que fue intervenida quirúrgicamente de emergencia, hospitalizada y atendida durante casi un año; los médicos determinaron que tal vez tendría una vida regular durante cinco años más. Este hecho cambió de manera importante su vida, sin embargo ello más bien le sirvió para un cambio positivo en su ética vital. Por esta razón en la actualidad es discapacitada legal.
En el 2015 fue emitido en YouTube un documental de Mai Staunsager llamado Games of Crohn, sobre los cambios y efectos del Crohn en la vida y pensamiento de Leo. Basada en la teoría «spinoziana» de la potencia del cuerpo, la exposición que hace es no considerar a las enfermedades como enemigos sino como oportunidades para empoderarse nuevamente en la importancia del cuerpo, su cuidado y ética como disfrute de la vida, de manera que las «pasiones tristes» ya no dominen nuestras vidas.
Partidaria del activismo libertario que critica a lo que Preciado llamó «régimen farmacopornográfico», se enfrentó a situaciones que modificaron su ética. Una de ellas fue sobre la modificación en su dieta hasta entonces vegana a omnívora, debido a que no puede asimilar proteínas vegetales y fibras. Tuvo que abordar la postura política antiespecista desde otra perspectiva en la que es más primordial el sobrevivir. El documental muestra otros elementos críticos, como es la dependencia de la tecnología, las políticas sociales, la lucha por recuperar la soledad, los hospitales como espacios de encierro.
En 2016 publicó el ensayo Games of Crohn. Diario de una internación, editado con textos escritos durante su internación. Ese año es mencionada, junto a Butler y a Preciado, en El libro negro de la nueva izquierda de Agustín Laje, de alguna manera acusada de formar parte de una especie de think tank de Latinoamérica sobre lo que él denomina «ideología de género». Nuevamente es mencionada por Laje en su libro La Batalla Cultural, ubicándola ideológicamente junto a Butler y a Preciado, insistiendo en que Silvestri es una filósofa post feminista y queer. La autora ha señalado que no comparte la crítica que le realiza el politólogo conservador: «si algo no soy es comunista, si alguien me cae mal, es Marx (...) no tengo nada que ver con la izquierda desde los diecinueve años». Durante ese año también formó parte de AMMAR, donde se prestó de manera voluntaria para dar charlas y toda clase de apoyo, habiendo sido ella misma trabajadora sexual y dada la cercanía de su domicilio a la sede de la organización y a la zona roja del barrio de Constitución. En relación con ello, produjo la serie documental audiovisual Trabajo sexual en primera persona, en la que entrevistó a trabajadoras sexuales como Georgina Orellano o María Riot.
En 2017 publicó Enemiga pública. Interrogatorios y disparos, libro que recopila entrevistas, ensayos y publicaciones de variadas temáticas.
En 2018 fue entrevistada en televisión en vivo en Crónica TV en la que habló sobre el movimiento de mujeres en la Argentina, los distintos tipos de feminismo, el acoso y la violencia a las mujeres y cómo defenderse de él, artes marciales, el amor romántico, el matrimonio y el aborto.
En 2019 publica Primavera con Monique Wittig. El devenir lesbiano con el dildo en la mano de Spinoza transfeminista, construido a partir de transcripciones de clases de su grupo de estudio sobre la pensadora francesa, que aborda temáticas como la heterosexualidad como régimen político, la producción del deseo a partir de la opresión del poder y la idea de «mujer» como sostén del sistema capitalista. Ese año también comienza a producir nuevamente contenido audiovisual en formato de programa de televisión, titulado Haciendo amigues con Leonor Silvestri, una suerte de unipersonal en el que aborda diferentes materias como la crítica al feminismo, el punitivismo y el sistema penal, y la responsabilidad afectiva.

### 2020 en adelante
Debido a su inmunosupresión por crohn, a partir de la pandemia provocada por el SARS-CoV-2 realizó un aislamiento muchísimo más estricto que la mayoría de las personas, pasó a realizar todas sus actividades en Internet de manera virtual y aumentó su prolificidad como escritora. En abril de 2020 libera por medio de su entonces página web el libro de aforismos poéticos Reina japonesa, inicialmente ideado para ser producido cosido a mano de forma artesanal, a causa del contexto sanitario y como agradecimiento por el apoyo recibido durante tantos años.
Para cuidarse y reducir las posibilidades de contagio de COVID, en 2021 decide irse de Buenos Aires, donde vivía prácticamente encerrada en un departamento muy chico de un edificio en un área de alta densidad poblacional, a un pueblo rural en el interior del país: un cambio sustancial en su modo de vida. Publica tres nuevos textos: Servidumbre maquínica: punitivismo, trabajo y espacios de encierro, Sin esperanza y sin miedo: cínicos, estoicos y epicúreos, y La sexualidad de las hermanas Sheshenko, dos ensayos filosóficos y un poemario. 
En 2022 publica Donde mi raza muere, un ensayo filosófico antinatalista. Con la edición de Ética amatoria del deseo disca y las afectaciones de la interdependencia funcional bajo conceptos tales como «visibilizacionismo» y «elegilismo» realiza una crítica a su propia teoría del luddismo sexxxual y a la disidencia sexual toda. El libro representa una autocrítica al Ética amatoria... anterior con una óptica anti-capacitista. Luego publica Un amigo judío. Spinoza maestro de la libertad, obra abocada específicamente al filósofo neerlandés.
En 2023 publica Protofeminismos: sexo, violencia y lenguaje inapropiado en la mitología grecolatina, una investigación histórico-literaria sobre las feminidades en la antigüedad greco-romana.
En 2024 publica el ensayo crítico Magia heterocapitalística y brujería anti(psi)stema y El Engaño.
Desde el inicio de la pandemia en 2020, imparte cursos y talleres virtuales, que difunde a través de las redes sociales, habiendo liberado algunos de ellos en YouTube a través de su canal «Haciendo Amigues con Leonor», que en enero de 2025 cuenta con más de 18.000 seguidores. En dicho espacio también difunde entrevistas con abogados, críticos de arte, activistas sociales y comunicadores.

## Obras literarias
- Catulo. Poemas. Una introducción crítica (2003).[38]
- Nugae: Teoría de la traducción (2003). Libro de poemas.[39][40]
- El curso. Mitología grecolatina (2005). Poemario en formato libro-objeto-CDROM.[41]
- Después de vos (After you): poemas de gatos (2007). Poemario.[42]
- El Don de Creer (2009). Poesía.
- Irlandesas, 14 poetas contemporáneas (2011). Compilación y traducción de poesías.
- Acerca de las costumbres de los animales (2012). Poemas.
- Ética amatoria del deseo libertario y las afectaciones libres y alegres (2012). Ensayo filosófico.[43]
- Foucault para encapuchadas (2014). Ensayo filosófico-político.[44]
- La guerra en curso (2015). Poesía.[45]
- Games of Crohn. Diario de una internación. (2016). Ensayo filosófico.[23]
- Enemiga pública : interrogatorios 2011-2016 (2017). Entrevistas.[46]
- Primavera con Monique Wittig. El devenir lesbiano con el dildo en la mano de Spinoza transfeminista (2019). Clases, ensayo filosófico.[47]
- Reina japonesa. Aforismos poéticos. (2020). Poemas.
- Servidumbre maquínica: punitivismo, trabajo y espacios de encierro (2021). Clases, ensayo filosófico.[48]
- Sin esperanza y sin miedo: cínicos, estoicos y epicúreos (2021). Ensayo filosófico.
- La sexualidad de las hermanas Sheshenko (2021). Poemas.
- Donde mi raza muere (2022). Ensayo filosófico.
- Ética amatoria del deseo disca y las afectaciones de la interdependencia funcional (2022). Ensayo filosófico.
- Un amigo judío. Spinoza maestro de la libertad (2022). Ensayo filosófico.[49]
- Protofeminismos: sexo, violencia y lenguaje inapropiado en la mitología grecolatina (2023). Ensayo filosófico.[50]
- El Engaño (2024). Novela.